# 維克尼齊亞河

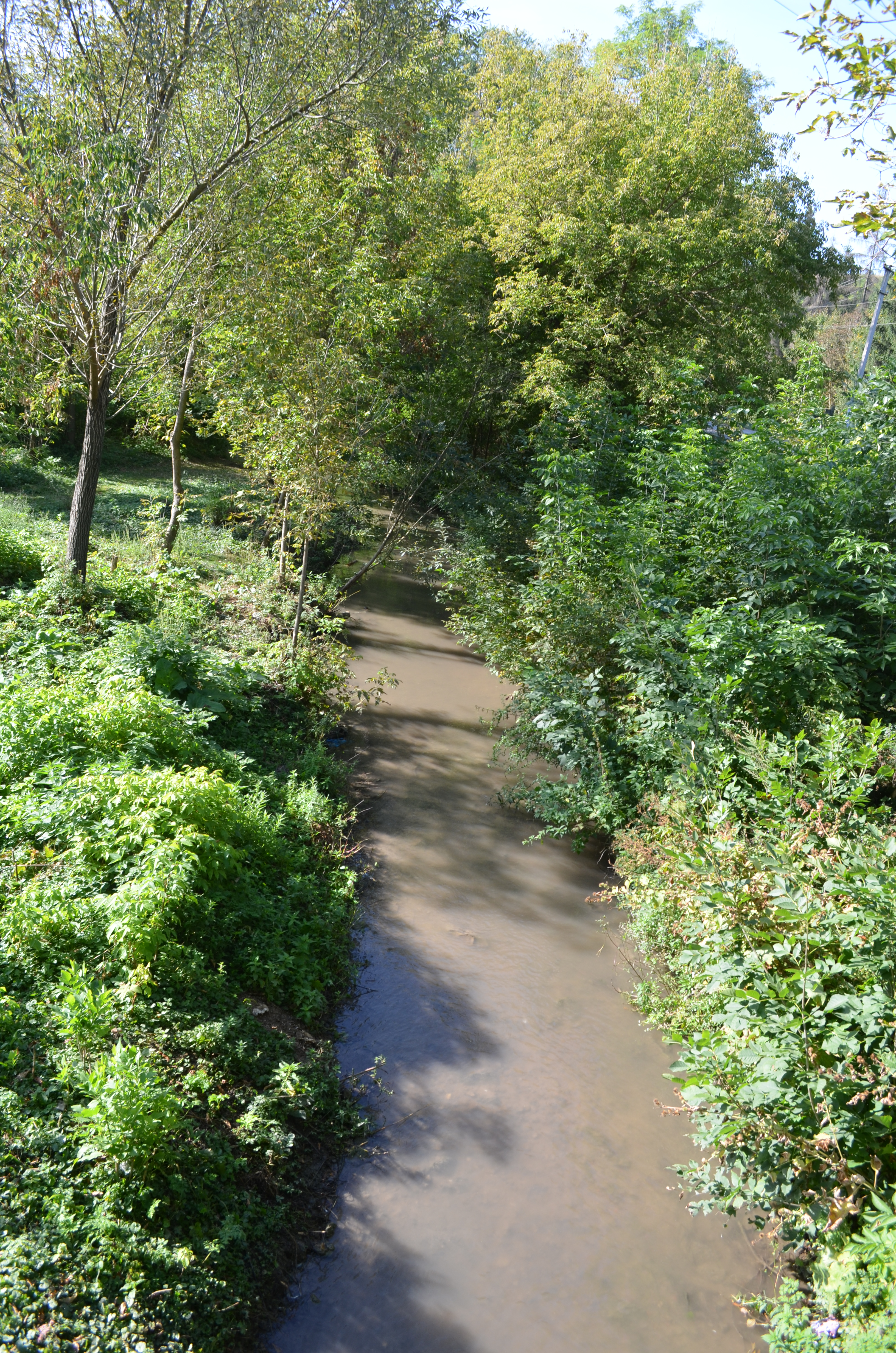

維克尼齊亞河（烏克蘭語：Вікниця），是東歐的河流，屬於德涅斯特河的支流，發源自奧達伊附近，流經烏克蘭文尼察州和摩爾多瓦德涅斯特河沿岸。